# Kodeks Assemaniego

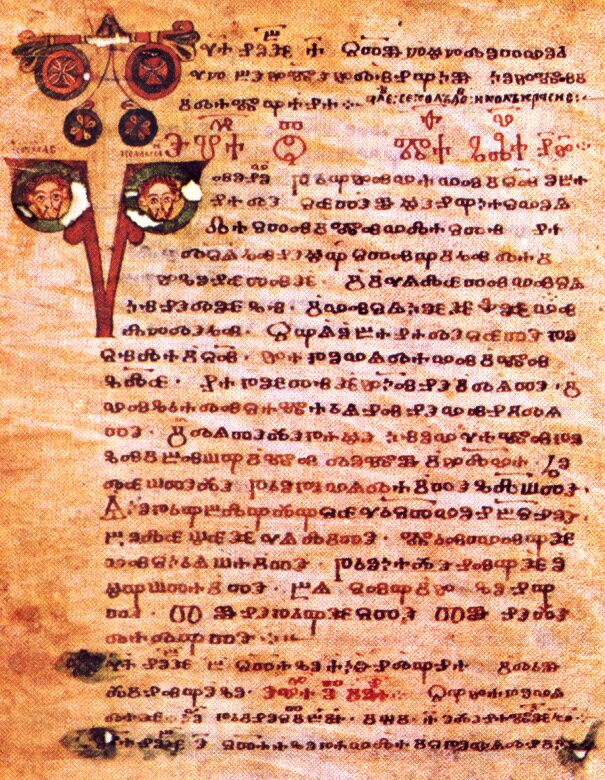
Karta z Kodeksu Assemaniego

Kodeks Assemaniego (łac. Codex Assemanius) – pochodzący z przełomu X i XI wieku pergaminowy manuskrypt pisany głagolicą, zawierający zbiór czytań ewangelicznych na niedziele i święta w języku staro-cerkiewno-słowiańskim. Liczy 158 kart, końcowe karty nie zachowały się.
Jest odpisem najstarszego słowiańskiego lekcjonarza, tłumaczonego przez Cyryla i Metodego. Odnaleziony i nabyty w 1736 roku w Jerozolimie przez jezuitę Giuseppe Assemaniego, został umieszczony później w zbiorach Biblioteki Watykańskiej. Po raz pierwszy wydał go Franjo Rački (Zagreb 1865), zaś w transkrypcji na alfabet łaciński Ivan Črnčić (Roma 1878). Najważniejsze, dwutomowe wydanie opublikowali Josef Vajs i Josef Kurz. Tom I (Praha 1929) zawiera fotograficzną odbitkę tekstu, zaś wydany przez samego Kurza tom II (Praha 1955) jest jego transkrypcją na cyrylicę.